# Leontodon incanus
Leontodon incanus là một loài thực vật có hoa trong họ Cúc. Loài này được (L.) Schrank mô tả khoa học đầu tiên năm 1786.